# Anja Schröder

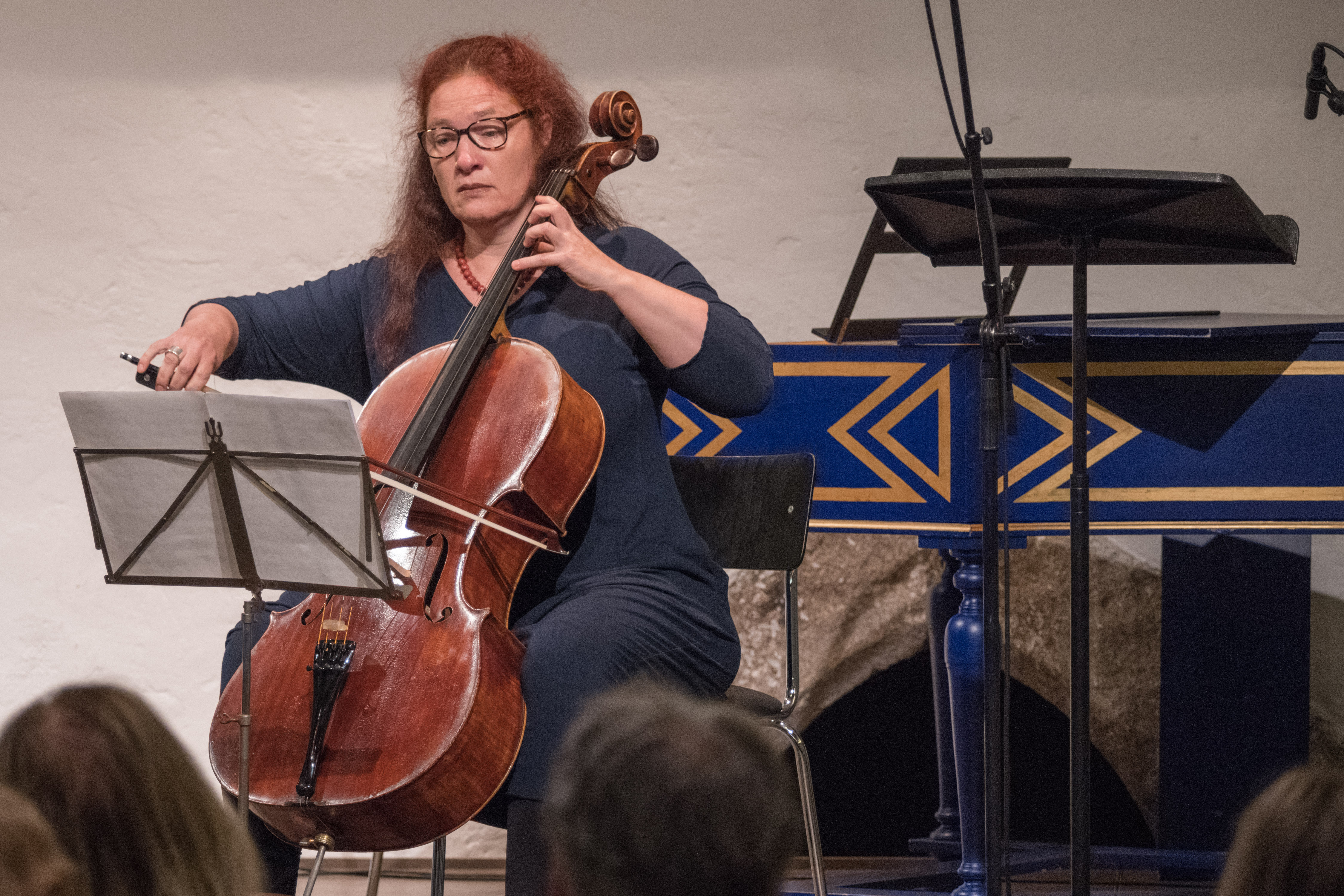
Anja Schröder (2018)

Anja Schröder (* 10. April 1967 in Hagen) ist eine deutsche Cellistin und Mitglied der Duisburger Philharmoniker.

## Leben und Wirken
Anja Schröder studierte in München und anschließend in Freiburg bei Christoph Henkel, wo sie 1993 ihr Konzertexamen ablegte. 1992 war sie Preisträgerin beim Deutschen Hochschulwettbewerb in der Kategorie Duo Cello/Klavier. Mit einem Stipendium des Deutschen Akademischen Austauschdienstes studierte sie an der University of Southern California bei Lynn Harrell. In weiterer Folge war sie Stipendiatin der Villa Musica, der Landessammlung Baden-Württemberg und Mitglied des Freiburger Ensemble Aventure.
Seit 1994 ist Anja Schröder Mitglied der Duisburger Philharmoniker, wo sie sich für die Gleichberechtigung von Frauen im Orchester einsetzte.
Ihre besondere Liebe gilt der Kammermusik aller Stilepochen- von barocken Werken in historischer Aufführungspraxis bis hin zu Uraufführungen zeitgenössischer Werke und Crossover Projekten. Als Barockcellistin sammelte sie u. a. Erfahrungen in Ensembles wie Concerto Köln.
Eine besonders enge und erfolgreiche Zusammenarbeit verbindet sie seit einigen Jahren mit der Emanuele Soavi incompany, wo es zu Kooperationen mit den Musikern Wolfgang Voigt und Stefan Bohne kam, die in der elektronischen bzw. der Technomusik zuhause sind.
Sehr fruchtbar und inspirierend sind und waren auch die Begegnungen mit der Jazz-Sängerin Anja Lerch mit gemeinsamen Arrangements und Auftritten und der Gestaltung von Crossover Programmen.
Im Bereich der Neuen Musik arbeitete sie mit zahlreichen Komponistinnen und Komponisten- darunter z. B. Sofia Gubaidulina, Kaija Saariaho, Gerhard Stäbler, Jelena Firsowa, Konstantia Gourzi, Michael Denhoff, Stefan Heucke, Hauke Berheide, Bernd Preinfalk, Peter Androsch, und Carola Bauckholt.
Anja Schröder ist Widmungsträgerin mehrerer Solostücke.
Beim Musikfestival Landgänge, welches 2013 von den Komponisten Bernd Preinfalk und Peter Androsch gegründet wurde und nunmehr jährlich in Freistadt und den beiden Kirchen von St. Peter bei Freistadt stattfindet, ist Anja Schröder seit Beginn an fester Bestandteil des Konzertprogrammes.

## Diskografie
- 2008 Seven – Septette des 20. Jahrhunderts mit dem Pro Nova Ensemble der Duisburger Philharmoniker, Confido.
- 2017 Hommage von Anja Lerch, Rockwerk Records.[5]
- 2017 Landgänge, edition kulturquartier.
- 2022 Canto doloroso e danza- Chamber Music by Christoph Schickedanz Dreyer Gaido Musikproduktionen.

## Auszeichnungen
- 1992 Preisträgerin beim Deutschen Hochschulwettbewerb in der Kategorie Duo Cello/Klavier[4]